# New Edinburg (Arkansas)
New Edinburg es un lugar designado por el censo ubicado en el condado de Cleveland en el estado estadounidense de Arkansas. En el Censo de 2010 tenía una población de 127 habitantes y una densidad poblacional de 15,64 personas por km².

## Geografía
New Edinburg se encuentra ubicado en las coordenadas 33°45′23″N 92°14′25″O / 33.75639, -92.24028. Según la Oficina del Censo de los Estados Unidos, New Edinburg tiene una superficie total de 8.12 km², de la cual 8.12 km² corresponden a tierra firme y (0%) 0 km² es agua.

## Demografía
Según el censo de 2010, había 127 personas residiendo en New Edinburg. La densidad de población era de 15,64 hab./km². De los 127 habitantes, New Edinburg estaba compuesto por el 85.04% blancos, el 13.39% eran afroamericanos, el 0% eran amerindios, el 0% eran asiáticos, el 0% eran isleños del Pacífico, el 1.57% eran de otras razas y el 0% pertenecían a dos o más razas. Del total de la población el 5.51% eran hispanos o latinos de cualquier raza.